# Cmentarz Komunalny w Nisku
Cmentarz Komunalny w Nisku – położony w Nisku-Barcach przy ul. Bartosza Głowackiego jedyny czynny cmentarz w mieście.
Cmentarzem administruje Urząd Gminy i Miasta Nisko.

## Pochowani na cmentarzu
Wśród honorowych i zasłużonych obywateli pochowanych na cmentarzu, administracja nekropolii wymienia: Michała Bajaka (prawnika), ks. Józefa Balawejdera, Józefa Barana, Stanisława Bednarza, ks. Wincentego Boczara, Stanisława Chruściela, Zofię Czabaj, Franciszka Janczurę (profesora szkoły średniej), Władysława Karpia, Jana Łabudę, Władysława Ostrowskiego, Józefa Płachcińskiego, Stanisława Puchalskiego, Marię Ratajczak (nauczycielkę), Pawła Suchojada, Franciszka Sycza (żołnierza września), Władysława Węglińskiego, ks. Mariana Wolickiego oraz ks. Józefa Wróblewskiego.